# Вялки (платформа)
Вя́лки — железнодорожный остановочный пункт Казанского направления МЖД на границе посёлка Быково в Раменском районе Московской области.
Станция Вялки была открыта в 1912 году. Названа по деревне Вялки, расположенной в километре к северо-западу, за рекой. До 1980-х годов станция имела путевое развитие.
Имеется одна островная пассажирская платформа. Переход пассажиров на платформу осуществляется по настилам через пути. Не оборудована турникетами.
Западнее платформы — мост через реку Македонку, восточнее — закрытый переезд автодороги.
Время движения от Казанского вокзала — около 50 минут.
По состоянию на октябрь 2020 года находится на стадии реконструкции.